# Maria Kiedrowski
Maria Kiedrowski (* 5. Mai 1988 in Grimma) ist eine ehemalige deutsche Handballspielerin, die zuletzt beim Bundesligisten Thüringer HC spielte.

## Karriere
Maria Kiedrowski begann mit sieben Jahren das Handballspielen beim BSC Victoria Naunhof. 1998 schloss sie sich dem HC Leipzig an. Ab dem Sommer 2007 besaß sie ein Zweitspielrecht für den Zweitligisten SV Union Halle-Neustadt. Ab der Saison 2008/09 gehörte die Rechtshänderin fest dem Kader der Erstligamannschaft des HC Leipzig an. Mit Leipzig gewann sie 2009 und 2010 die deutsche Meisterschaft. 2011 wechselte die Außenspielerin zum Ligakonkurrenten Frisch Auf Göppingen. Drei Jahre später unterschrieb sie einen Vertrag beim Erstligisten SVG Celle. In der Saison 2016/17 lief sie für den Thüringer HC auf.
Kiedrowski gab am 1. Juni 2016 ihr Debüt für die deutsche Nationalmannschaft.